# Domremy-la-Canne
Domremy-la-Canne település Franciaországban, Meuse megyében. Lakosainak száma 28 fő (2022. január 1.). Domremy-la-Canne Dommary-Baroncourt, Éton, Gouraincourt és Spincourt községekkel határos.

## Népesség
A település népességének változása:
| Lakosok száma | 53   | 32   | 28   | 32   | 33   | 35   | 36   | 35   | 33   | 28   |
|               | 1968 | 1982 | 1990 | 2006 | 2013 | 2015 | 2017 | 2019 | 2020 | 2022 |